# Liptaň
Liptaň (in tedesco Liebental) è un comune della Repubblica Ceca facente parte del distretto di Bruntál, nella regione della Moravia-Slesia.